# Liga 1 2022-2023 (calcio Moldavia)
La Liga 1 2022-2023 è stata la 32ª edizione della seconda serie del campionato moldavo di calcio. La stagione è iniziata il 26 agosto 2022 ed è terminata il 10 maggio 2023.

## Stagione

### Novità
Al termine della stagione 2021-2022 sono retrocesse in Liga 2 Speranța Drochia e Cahul. È salito in Super Liga il Dacia Buiucani. Sono salite dalla Liga 2 Fălești e Văsieni.
Dalla Divizia Națională 2021-2022 è retrocesso il Florești.
L'Iskra Rîbnița è ripartito dalla Divizia B per motivi economici. Ciò ha comportato il ripescaggio dello Speranța Drochia.
Al termine dalla scorsa stagione, lo Sporting Trestieni ha cambiato denominazione in Speranis Nisporeni.

### Formula
Le dodici squadre si affrontano in due fasi di campionato.
Nella prima fase le dodici squadre vengono suddivise in due gironi da sei squadre ciascuno, affrontandosi in match di andata e ritorno. Le prime due classificate di tali gironi accedono alla Gruppo 1 della Seconda Fase, al quale prendono parte anche le ultime due classificate della prima fase della Super Liga 2022-2023. La prima classificata del Gruppo 1, si qualifica alla Super Liga 2023-2024, le restanti cinque squadre accedono ai play-off.
Le formazioni che nella prima fase si sono piazzate tra il terzo e il sesto posto nel proprio girone, accedono al Gruppo 2 della Seconda Fase. Le ultime due classificate di tale fase, retrocedono in Liga 2, le restanti accedono ai play-off.
I play-off si disputano in gara unica in casa della formazione meglio piazzata. La vittoria dei play-off non consente l'automatica partecipazione alla Super Liga, poiché è la Federcalcio moldava ad assegnare la Licenza Nazionale (valida per la partecipazione alla Super Liga) in base ai criteri economici e strutturali delle società di Liga 1. In caso di rilascio di Licenza Nazionale a più di un club, la formazione col miglior cammino nell'arco dei play-off ottiene il diritto di partecipare alla Super Liga 2023-2024.

### Avvenimenti
Il 30 maggio 2023, al termine dei play-off, la federcalcio moldava, dopo aver esaminato la documentazione inviata dai club di Liga 1 valida per l'ottenimento delle licenze nazionali, ha rilasciato la Licenza Nazionale (valida per la partecipazione alla Super Liga 2023-2024) allo Spartanii Selemet, escludendo di fatto dal massimo campionato moldavo la Dinamo-Auto, vincitrice dei play-off.
Il 26 giugno successivo, la federcalcio moldava, in una riunione del comitato esecutivo, ha ammesso alla Super Liga il Florești al posto dello Spartanii Selemet.
Il 15 luglio 2023, la federcalcio moldava, a seguito della rinuncia alla Super Liga da parte dello Sfîntul Gheorghe, ha riammesso nuovamente lo Spartanii Selemet.

## Prima fase

### Gruppo A

#### Classifica finale
|  | Pos. | Squadra            | Pt | G  | V | N | P | GF | GS | DR  |
|  | ---- | ------------------ | -- | -- | - | - | - | -- | -- | --- |
|  | 1.   | Florești           | 21 | 10 | 7 | 0 | 3 | 15 | 8  | +7  |
|  | 2.   | Fălești            | 19 | 10 | 6 | 1 | 3 | 22 | 16 | +6  |
|  | 3.   | Sheriff Tiraspol B | 18 | 10 | 5 | 3 | 2 | 28 | 6  | +22 |
|  | 4.   | FCM Ungheni        | 16 | 10 | 5 | 1 | 4 | 20 | 15 | +5  |
|  | 5.   | Speranis Nisporeni | 10 | 10 | 3 | 1 | 6 | 17 | 27 | -10 |
|  | 6.   | Sucleia            | 3  | 10 | 1 | 0 | 9 | 10 | 40 | -30 |

Legenda:
      Ammesse al Gruppo 1 della Seconda Fase
      Ammesse al Gruppo 2 della Seconda Fase
Note:
Tre punti a vittoria, uno a pareggio, zero a sconfitta.

#### Risultati
|                    | Făl  | FCM  | Flo  | She  | Spe  | Suc  |
| ------------------ | ---- | ---- | ---- | ---- | ---- | ---- |
| Fălești            | –––– | 1-2  | 4-1  | 1-1  | 1-3  | 2-1  |
| FCM Ungheni        | 0-2  | –––– | 1-0  | 1-1  | 3-2  | 6-0  |
| Florești           | 1-3  | 2-0  | –––– | 1-0  | 3-0  | 3-1  |
| Sheriff Tiraspol B | 4-1  | 0-1  | 2-1  | –––– | 4-0  | 11-0 |
| Speranis Nisporeni | 2-4  | 2-1  | 2-4  | 0-0  | –––– | 6-1  |
| Sucleia            | 1-3  | 0-1  | 0-3  | 0-5  | 6-0  | –––– |

### Gruppo B

#### Classifica finale
|  | Pos. | Squadra           | Pt | G  | V | N | P | GF | GS | DR  |
|  | ---- | ----------------- | -- | -- | - | - | - | -- | -- | --- |
|  | 1.   | Victoria Chișinău | 24 | 10 | 8 | 0 | 2 | 41 | 9  | +32 |
|  | 2.   | Spartanii Selemet | 24 | 10 | 8 | 0 | 2 | 25 | 11 | +14 |
|  | 3.   | Speranța Drochia  | 13 | 10 | 4 | 1 | 5 | 14 | 14 | 0   |
|  | 4.   | Văsieni           | 12 | 10 | 4 | 0 | 6 | 13 | 24 | -11 |
|  | 5.   | Olimp Comrat      | 8  | 10 | 2 | 2 | 6 | 12 | 28 | -16 |
|  | 6.   | Real Succes       | 7  | 10 | 2 | 1 | 7 | 13 | 32 | -19 |

Legenda:
      Ammesse al Gruppo 1 della Seconda Fase
      Ammesse al Gruppo 2 della Seconda Fase
Note:
Tre punti a vittoria, uno a pareggio, zero a sconfitta.

#### Risultati
|                   | Oli  | Rea  | Spa  | Spe  | Văs  | Vic  |
| ----------------- | ---- | ---- | ---- | ---- | ---- | ---- |
| Olimp Comrat      | –––– | 2-0  | 0-4  | 1-2  | 2-1  | 1-3  |
| Real Succes       | 2-2  | –––– | 0-4  | 2-1  | 1-3  | 1-7  |
| Spartanii Selemt  | 2-1  | 2-0  | –––– | 3-0  | 4-0  | 4-1  |
| Speranța Drochia  | 2-2  | 3-1  | 3-0  | –––– | 0-1  | 2-1  |
| Văsieni           | 3-1  | 1-6  | 1-2  | 2-1  | –––– | 0-2  |
| Victoria Chișinău | 9-0  | 7-0  | 5-0  | 1-0  | 5-1  | –––– |

## Seconda fase

### Gruppo 1

#### Classifica finale
|  | Pos. | Squadra           | Pt | G  | V | N | P  | GF | GS | DR  |
|  | ---- | ----------------- | -- | -- | - | - | -- | -- | -- | --- |
|  | 1.   | Dacia Buiucani    | 26 | 10 | 8 | 2 | 0  | 26 | 3  | +23 |
|  | 2.   | Florești          | 22 | 10 | 7 | 1 | 2  | 23 | 8  | +15 |
|  | 3.   | Dinamo-Auto       | 17 | 10 | 5 | 2 | 3  | 22 | 9  | +13 |
|  | 4.   | Spartanii Selemet | 13 | 10 | 4 | 1 | 5  | 17 | 20 | -3  |
|  | 5.   | Victoria Chișinău | 9  | 10 | 3 | 0 | 7  | 16 | 25 | -9  |
|  | 6.   | Fălești           | 0  | 10 | 0 | 0 | 10 | 9  | 48 | -39 |

Legenda:
      Ammesse alla Super Liga 2023-2024.
 Ammesse ai play-off.
      Vincitore dei play-off.
Note:
Tre punti a vittoria, uno a pareggio, zero a sconfitta.

#### Risultati
|                   | Dac    | Din  | Făl  | Flo  | Spa  | Vic  |
| ----------------- | ------ | ---- | ---- | ---- | ---- | ---- |
| Dacia Buiucani    | ––––\| | 1-0  | 3-1  | 2-0  | 2-0  | 3-1  |
| Dinamo-Auto       | 0-0    | –––– | 6-2  | 2-0  | 2-0  | 1-2  |
| Fălești           | 0-5    | 1-8  | –––– | 1-3  | 1-5  | 1-5  |
| Florești          | 0-0    | 2-0  | 7-0  | –––– | 4-0  | 3-1  |
| Spartanii Selemet | 0-5    | 1-1  | 3-1  | 1-2  | –––– | 4-1  |
| Victoria Chișinău | 1-5    | 0-2  | 3-1  | 1-2  | 1-3  | –––– |

### Gruppo 2

#### Classifica finale
|       | Pos. | Squadra            | Pt | G | V | N | P | GF | GS | DR  |
| ----- | ---- | ------------------ | -- | - | - | - | - | -- | -- | --- |
| [ 4 ] | 1.   | Sheriff Tiraspol B | 16 | 7 | 5 | 1 | 1 | 24 | 5  | +19 |
|       | 2.   | Speranis Nisporeni | 16 | 7 | 5 | 1 | 1 | 22 | 6  | +16 |
|       | 3.   | Văsieni            | 13 | 7 | 4 | 1 | 2 | 18 | 14 | +4  |
|       | 4.   | Sucleia            | 10 | 7 | 3 | 1 | 3 | 9  | 18 | -9  |
|       | 5.   | Speranța Drochia   | 10 | 7 | 3 | 1 | 3 | 10 | 14 | -4  |
|       | 6.   | Real Succes        | 7  | 7 | 2 | 1 | 4 | 9  | 18 | -9  |
|       | 7.   | Olimp Comrat       | 5  | 7 | 1 | 2 | 4 | 9  | 13 | -4  |
|       | 8.   | FCM Ungheni        | 3  | 7 | 1 | 0 | 6 | 5  | 18 | -13 |

Legenda:
 Ammesse ai play-off.
      Retrocessa in Liga 2 2023-2024.
Note:
Tre punti a vittoria, uno a pareggio, zero a sconfitta.

#### Risultati
|                    | FCM    | Oli  | Rea  | She  | SpN  | SpD  | Suc  | Văs  |
| ------------------ | ------ | ---- | ---- | ---- | ---- | ---- | ---- | ---- |
| FCM Ungheni        | ––––\| | 0-4  | –––– | –––– | 0-3  | 0-1  | 0-1  | –––– |
| Olimp Comrat       | ––––   | –––– | 0-1  | –––– | –––– | –––– | 1-1  | 1-2  |
| Real Succes        | 0-3    | –––– | –––– | 0-4  | 2-1  | 1-4  | –––– | –––– |
| Sheriff Tiraspol B | 4-0    | 6-1  | –––– | –––– | 1-1  | –––– | –––– | –––– |
| Speranis Nisporeni | ––––   | 2-1  | –––– | –––– | –––– | 6-1  | 7-0  | 2-1  |
| Speranța Drochia   | ––––   | 1-1  | –––– | 0-3  | –––– | –––– | 1-2  | –––– |
| Sucleia            | ––––   | –––– | 2-1  | 1-5  | –––– | –––– | –––– | 2-3  |
| Văsieni            | 5-2    | –––– | 4-4  | 2-1  | –––– | 1-2  | –––– | –––– |

## Play-off

### Primo turno
|                    | Risultati |                  | Luogo e data             |
| ------------------ | --------- | ---------------- | ------------------------ |
| Sheriff Tiraspol B | n/d       | Real Succes      |                          |
| Speranis Nisporeni | 4 - 0     | Speranța Drochia | Nisporeni, 6 maggio 2023 |
| Văsieni            | 6 - 1     | Sucleia          | Suruceni, 6 maggio 2023  |

### Quarti di finale
|                   | Risultati       |                    | Luogo e data             |
| ----------------- | --------------- | ------------------ | ------------------------ |
| Spartanii Selemet | 7 - 1           | Real Succes        | Selemet, 14 maggio 2023  |
| Dinamo-Auto       | 2 - 2 (5-4 dtr) | Speranis Nisporeni | Tîrnauca, 14 maggio 2023 |
| Florești          | 2 - 0           | Văsieni            | Tiraspol, 14 maggio 2023 |
| Victoria Chișinău | 6 - 2           | Fălești            | Chișinău, 14 maggio 2023 |

### Semifinali
|             | Risultati       |                   | Luogo e data             |
| ----------- | --------------- | ----------------- | ------------------------ |
| Dinamo-Auto | 2 - 0           | Spartanii Selemet | Tîrnauca, 19 maggio 2023 |
| Florești    | 3 - 3 (6-7 dtr) | Victoria Chișinău | Tiraspol, 19 maggio 2023 |

### Finale
|             | Risultati |                   | Luogo e data             |
| ----------- | --------- | ----------------- | ------------------------ |
| Dinamo-Auto | 5 - 1     | Victoria Chișinău | Tîrnauca, 24 maggio 2023 |